# Siroua
Siroua (franska: Siroua (CR), Siroua (Commune Rurale), arabiska: وسلسات) är en kommun i Marocko.   Den ligger i provinsen Ouarzazate och regionen Drâa-Tafilalet, i den centrala delen av landet, 400 km söder om huvudstaden Rabat. Antalet invånare är 9 633.